# Bužim
Bužim (v srbské cyrilici Бужим) je město v Bosně a Hercegovině, na severozápadě země. Nachází se v zvlněném terénu Cazinské krajiny na hlavním silničním tahu mezi městy Velika Kladuša a Novi Grad. Je sídlem stejnojmenné općiny. V samotném městě žilo dle sčítání lidu z roku 2013 celkem 2 299 obyvatel. Drtivá většina z nich byla bosňácké národnosti.
Město se rozvinulo v blízkosti středověké pevnosti, dle dochovaných záznamů vybudované v roce 1251. V 18. století byla postavena místní dřevěná mešita, nejstarší kulturní památka ve městě. V druhé polovině 20. století se v souvislosti s industrializací Jugoslávie v průběhu prvního pětiletého plánu zbudoval v Bužimi i okolí průmysl. Samostatná obec (općina) Bužim byla zřízena v roce 1995.
V blízkosti města se nachází důl manganové rudy, jeden ze dvou, které byly na území bývalé SFRJ. V současné době je mimo provoz, v roce 2012 byl nicméně privatizován.